# Sámuel Mikoviny
Sámuel Mikoviny (também Mikovini, Mikovíni ou Mikoviny; Ábelová,  – Trenčín, 23 de março de 1750) foi um matemático, engenheiro e cartógrafo húngaro. No século XVIII foi um dos primeiros cientistas do Reino da Hungria e da Monarquia de Habsburgo.
Em 1735 foi eleito membro da Academia de Ciências da Prússia.

## Obras
- Samuelis Mikoviny Nob. Hungari Epistola, de methodo concinnandarum Mapparum Hungariae topographicarum? Posonii, 1732
- Mappa Comitatus Posoniensis accuratione Astronomico-Geometrica concinnata opera S. Mikoviny. Wien 1735
- Epistola ad J. J. Marinonium de quadratura circuli. Wien: Straub, 1739